# Gabronthus
Gabronthus är ett släkte av skalbaggar som beskrevs av Tottenham 1955. Gabronthus ingår i familjen kortvingar.
Kladogram enligt Dyntaxa:
| Gabronthus | \| \| Gabronthus sulcifrons \| \| \| \| \| \| Gabronthus thermarum \| \| \| \| |
|            | \| \| Gabronthus sulcifrons \| \| \| \| \| \| Gabronthus thermarum \| \| \| \| |
|            | Gabronthus sulcifrons                                                          |
|            |                                                                                |
|            | Gabronthus thermarum                                                           |
|            |                                                                                |